# San Miguel de Allende
San Miguel de Allende es una ciudad del estado mexicano de Guanajuato. Es parte de la macrorregión del Bajío. Es cabecera del municipio homónimo y uno de los principales destinos turísticos de México. Se encuentra a una altitud de 1910 m y está situada a 315 kilómetros de la Ciudad de México, a 100 km de Guanajuato, a 165 km de León, y a 50 km de Santiago de Querétaro. 
En 2002 se declaró a San Miguel como Pueblo Mágico, siendo retirado este título en 2008 debido a que el 7 de julio de 2008 fue inscrita por la Unesco como Patrimonio cultural de la Humanidad, bajo el título de Villa Protectora de San Miguel y Santuario de Jesús Nazareno de Atotonilco, la distinción se otorgó debido a su aporte cultural y arquitectónico al Barroco mexicano y por ser crisol de influencias mutuas entre la cultura española, la criolla y la indígena, y constituye un ejemplo excepcional del intercambio cultural entre Europa y América Latina.
En 2017 fue nombrada por la revista Travel + Leisure como la mejor ciudad del mundo por su calidad en el servicio, amabilidad, gastronomía, limpieza, experiencia de compras y movilidad además de su gran aportación cultural, belleza arquitectónica, y lugares de diversión.

## Toponimia
Inicialmente llamada San Miguel la Grande, la población fue elevada a la categoría de ciudad, el 8 de marzo de 1826 (durante el primer sistema federalista), por decreto del Consejo Constituyente, con el nombre de San Miguel de Allende; El nombre de San Miguel de Allende está formado por los nombres de Fray Juan de San Miguel, fundador de la población, y de Ignacio Allende, caudillo de la Independencia Nacional.

## Emblema
El escudo de San Miguel que fue diseñado por una sociedad llamada Amigos de San Miguel, esta en borde de gules, hay una inscripción latina “Hic Natus Ubique Notus”, que significa aquí nacido y en todo el orbe conocido. El centro del escudo tiene un cuartel dividido en dos; en el superior se encuentra el arcángel San Miguel (De él se toma el nombre del pueblo), luchando con un demonio. En el interior se encuentra el emblema franciscano en honor a fray Juan de San Miguel, fundador de la ciudad, el cual consta de un brazo franciscano y un indio, formando una X.

## Historia

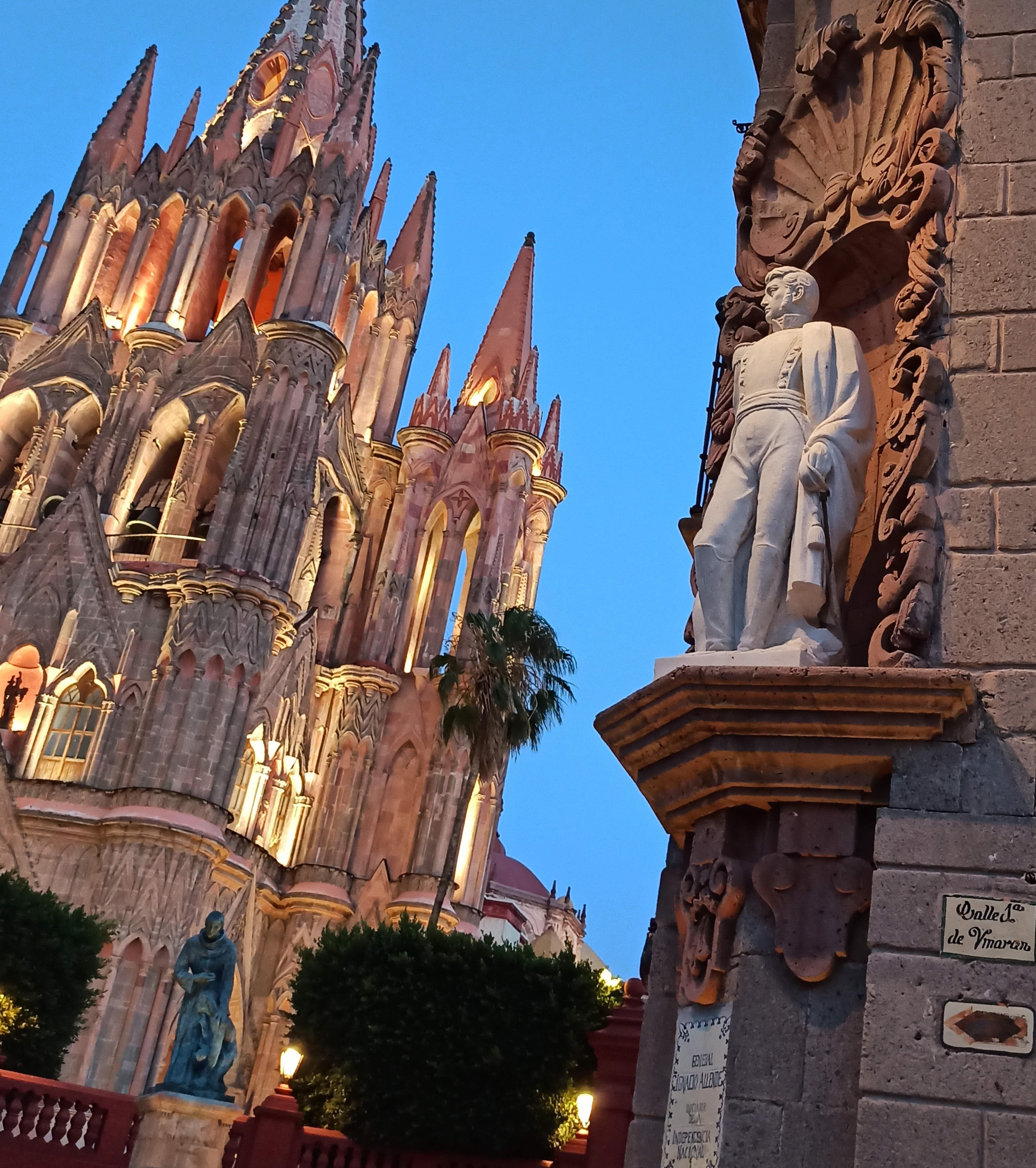
Estatua en honor a Ignacio Allende.

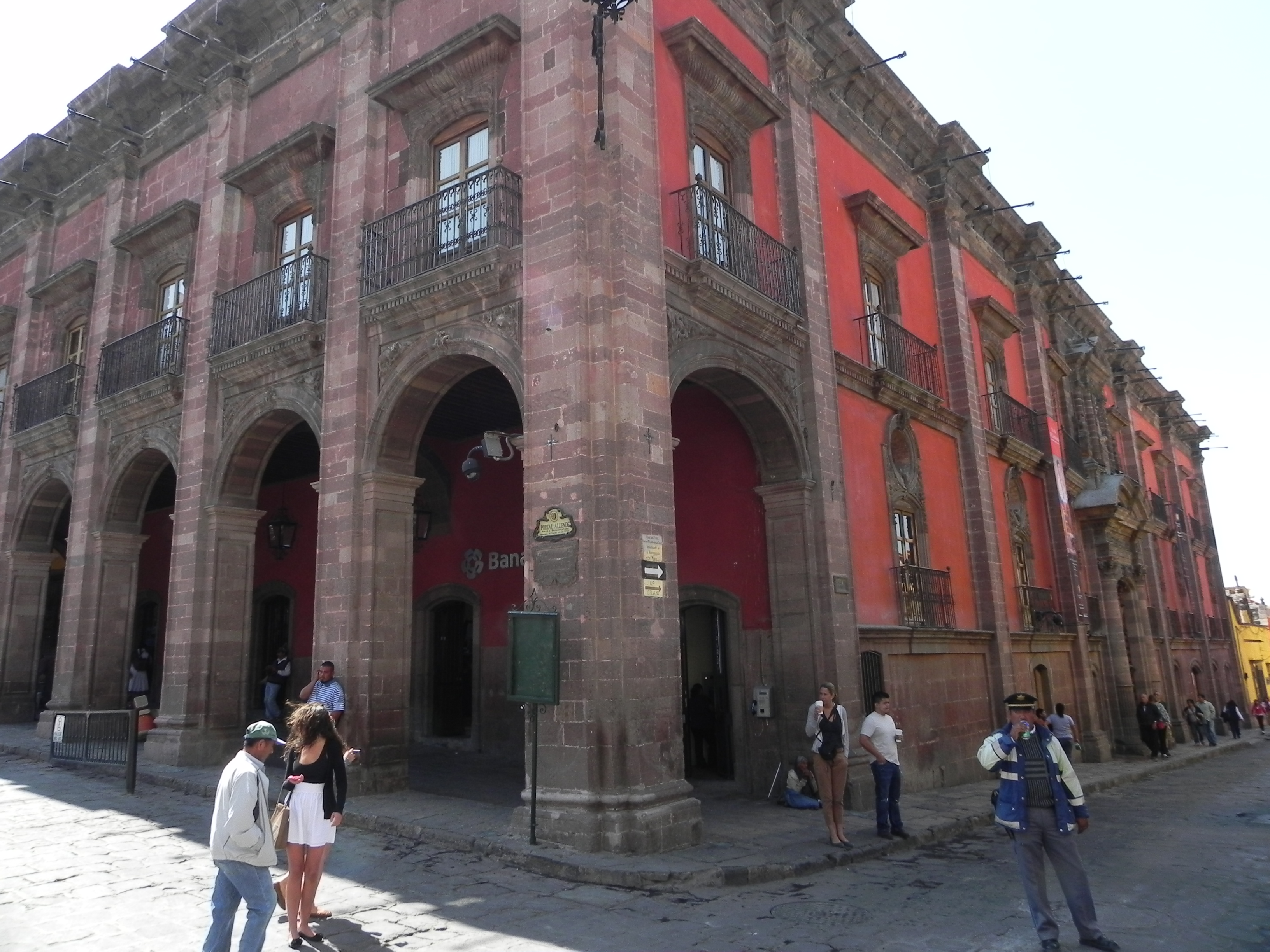
Casa del Mayorazgo de la Canal.

### Fundación
La ciudad fue fundada en 1542 por el fraile franciscano Fray Juan de San Miguel, quien bautizó el asentamiento como San Miguel el Grande. Era un punto de paso importante del Antiguo Camino Real, parte de la ruta de plata que se conectaba con Zacatecas.
El pueblo se destacó prominentemente durante la Guerra de Independencia de México. Ignacio Allende, nativo de San Miguel, fue un líder clave en la guerra contra la dominación española. Capturado cuando marchaba hacia Estados Unidos en busca de armas, fue juzgado en Chihuahua, sentenciado y fusilado. Su cabeza fue expuesta en uno de los ángulos de la Alhóndiga de Granaditas en Guanajuato junto a las de Miguel Hidalgo, Juan Aldama y Mariano Jiménez. La población de San Miguel el Grande fue elevada a ciudad el 8 de marzo de 1826 y cambió el nombre por "San Miguel de Allende" en honor al héroe nacional.

### Década de 1900
Para la década de 1900, San Miguel de Allende estuvo a punto de convertirse en un pueblo fantasma. En 1926 fue declarado monumento histórico por el Gobierno mexicano, por lo que desde entonces el desarrollo en el distrito histórico está restringido para conservar el carácter virreinal del pueblo.
Durante la década de 1950, San Miguel de Allende se convirtió en un lugar turístico conocido por su bella arquitectura colonial y sus fuentes termales. Después de la Segunda Guerra Mundial, San Miguel comenzó a revivir sus atractivos turísticos cuando muchos soldados norteamericanos fuera de servicio descubrieron que los servicios educativos de instituciones de EE. UU. acreditaban al Instituto Allende (fundado en 1950), por lo que se garantizaba la educación de su familia, dado lo cual empezaron a pasar largas temporadas en esta ciudad.
El lugar es famoso a nivel mundial por su clima templado, los ojos de agua termal y su arquitectura. San Miguel de Allende ha atraído una gran comunidad de residentes extranjeros, que componen gran parte de la población.
San Miguel cuenta con numerosas iglesias católicas con fachadas hermosas de cantera, pero la más espectacular es la Parroquia de San Miguel Arcángel, convertida en el símbolo de la ciudad; esta interesante mole de cantera rosa, fue construida en el siglo XVIII con una portada en estilo barroco. Hacia 1880 se le sobrepuso la nueva fachada neogótica, realizada por el maestro Zeferino Gutiérrez, en la que sorprende la genial disposición de arcos ojivales, columnas y nichos con esculturas estilizadas. El interior del templo, de planta de cruz latina y decorado al estilo neoclásico, conserva algunos lienzos con temas religiosos que han sido atribuidos a los hermanos Juan y Nicolás Rodríguez Juárez. Se localiza frente a la Plaza Principal. Archivado el 9 de diciembre de 2017 en Wayback Machine.

## Geografía
El municipio se encuentra localizado en la zona centro-este del territorio de Guanajuato, tiene límites territoriales al noroeste con el municipio de Dolores Hidalgo, al norte con el municipio de San Luis de la Paz, al noreste con el municipio de San José Iturbide, al sureste con el municipio de Apaseo el Grande, al sur con el municipio de Comonfort, al suroeste con el municipio de Santa Cruz de Juventino Rosas y con el municipio de Salamanca; al este sus límites son con el estado de Querétaro, correspondiendo estos al municipio de Querétaro. Su extensión territorial total es de 1558.96 kilómetros cuadrados que representan el 5.09 % de la extensión total del estado de Guanajuato.

### Orografía e hidrografía

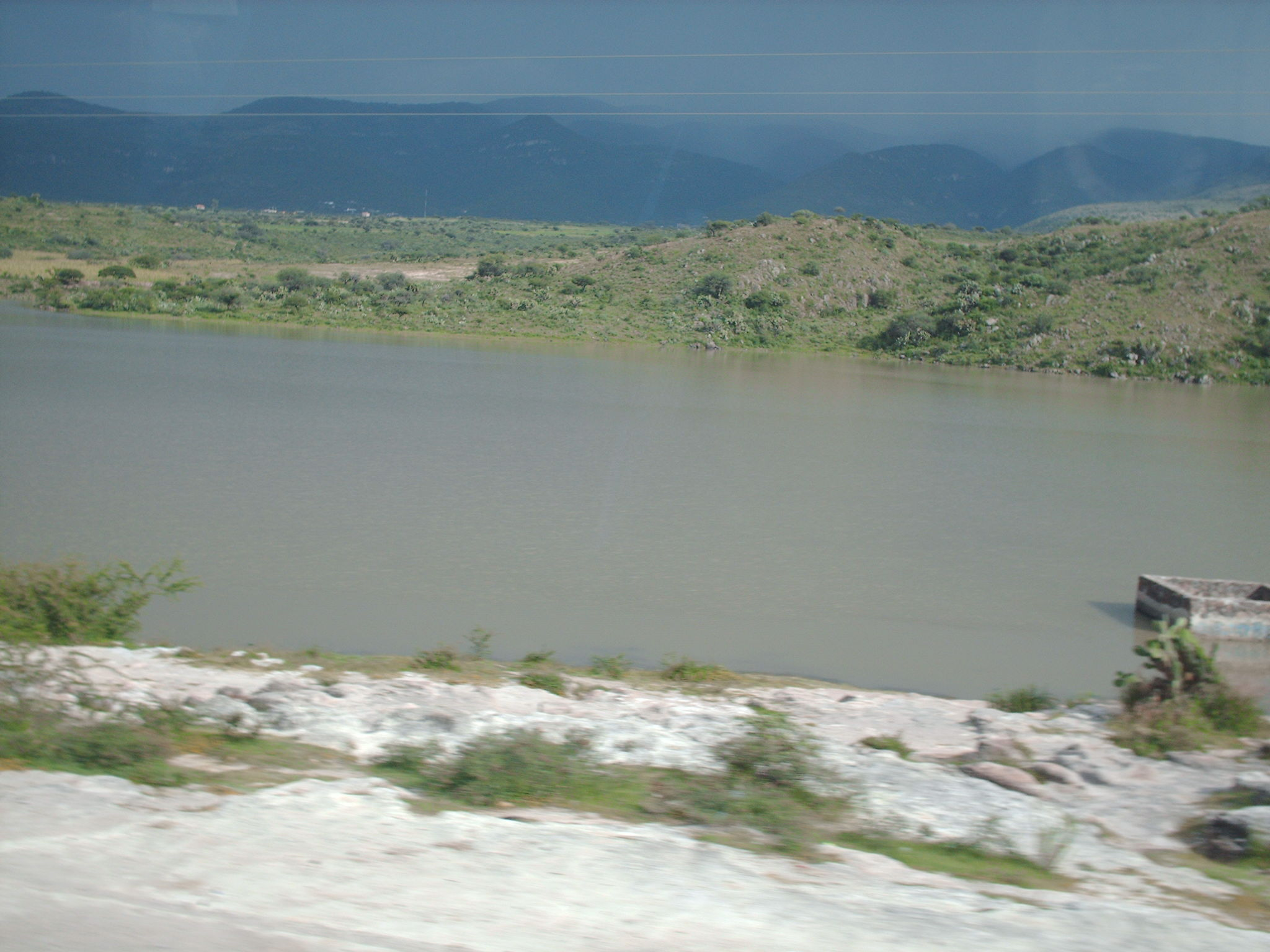
Presa Ignacio Allende.

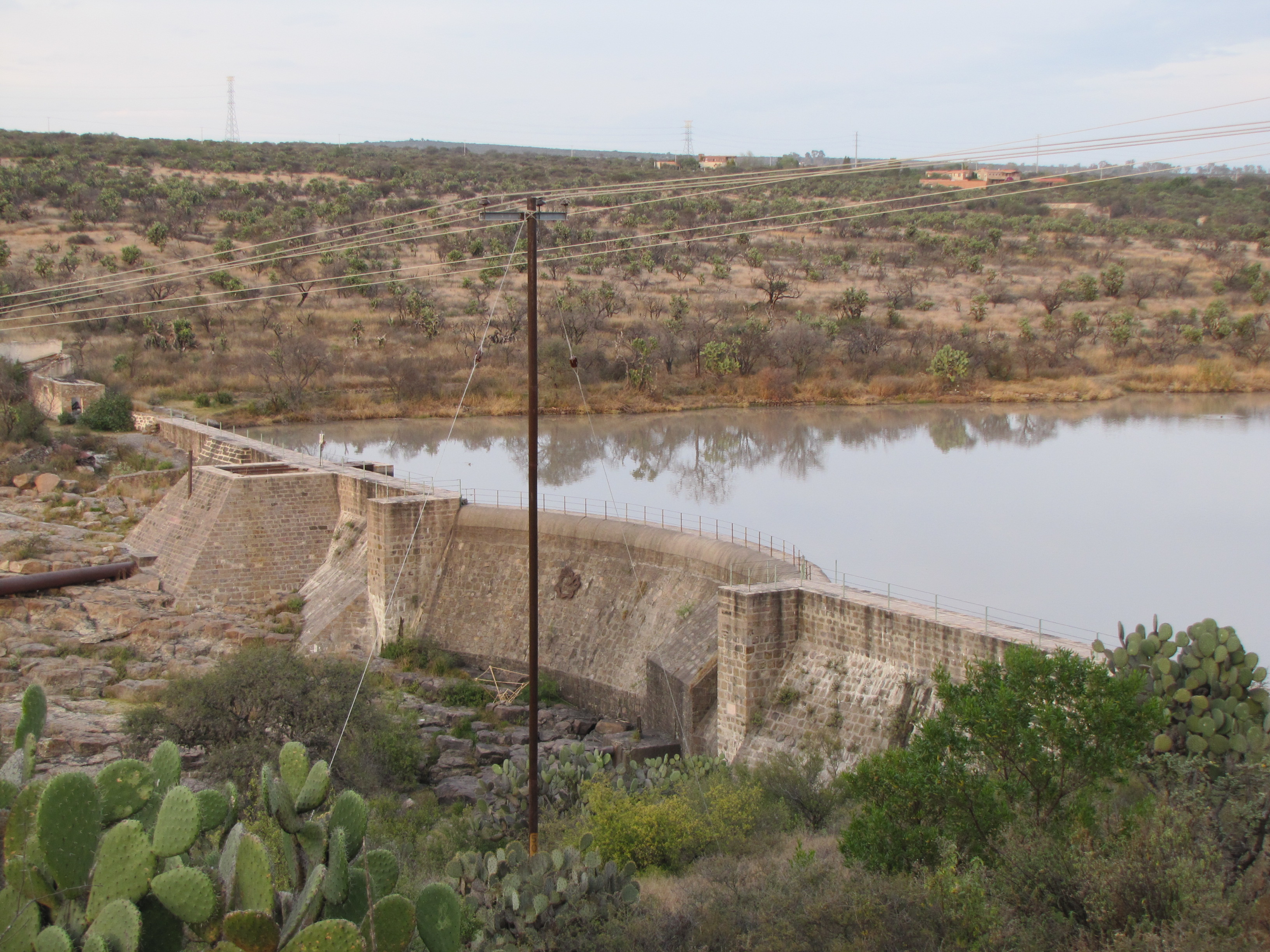
Humedal en la Presa Las Colonias.

El municipio es mayoritariamente plano, aunque atravesado por algunas serranías de mediana altitud en sus extremos oeste y este, así como en el centro del territorio. La mayor parte del territorio tiene una pendiente que va apenas del 0 a 5 %, variando únicamente en las mencionadas elevaciones en que la pendiente llega a alcanzar el 25 %. La más baja altitud del municipio se encuentra a 1850 m s. n. m. y la más elevada alcanza los 2700 m s. n. m.; las principales elevaciones, que se encuentran entre los 2200 y los 2400 m s. n. m. son los cerros La Silleta, Cerro Prieto, La Piena y La Campana.
La principal corriente fluvial del municipio de San Miguel de Allende es el río Laja que proveniente del municipio de Dolores Hidalgo corre en sentido de norte a sur por el centro del territorio, continuando posteriormente hacia Comonfort y finalmente desembocando en el río Lerma. 
En San Miguel de Allende es regulado por la Presa Ignacio Allende, situada en el centro del territorio, al oeste de San Miguel de Allende. Su principal función es controlar las avenidas del río Laja, además de proporcionar almacenamiento de agua con fines agrícolas. Además del río Laja existen otros arroyos menores, como La Cañadita, El Atascadero, Las Cachinches y El Obraje, que cruzan la cabecera municipal y que alimentan otras presas menores, como la Presa Las Colonias y la Presa El Obraje.
Hidrológicamente todo el territorio municipal, con excepción de su zona extrema al suroeste, pertenece a la Cuenca del río Laja, y el extremo mencionado forma parte de la Cuenca río Lerma-Salamanca; ambas cuencas forman parte de la Región hidrológica Lerma-Santiago.

Dentro del término municipal de San Miguel de Allende se encuentra el jardín botánico y reserva natural El Charco del Ingenio, que ocupa una superficie de 70 hectáreas en la cuenca del río Laja, desde el límite con el Parque Landeta hasta la Presa del Obraje, pasando sucesivamente por la Presa Las Colonias y la cañada del Laja. 
La reserva es un espacio consagrado a la conservación de la vida silvestre, así como de colecciones de plantas cactáceas (familia de la que México posee el mayor número de especies) y de otras familias de suculentas, tanto endémicas de la región como procedentes de otras partes del país. 
Muchas de las especies se consideran raras, amenazadas o en peligro de extinción, debido, como en otras partes del mundo, a los cambios de uso del suelo, la expansión urbana y la extracción y tráfico ilegales de especies para surtir el mercado internacional de coleccionistas. En la Presa Las Colonias hay humedales donde abundan las aves, y las profundas laderas están pobladas de vegetación semiárida nativa. 
Durante su visita a México en 2004, el Dalái lama consagró la reserva de El Charco del Ingenio como una de las cinco zonas de paz así declaradas en distintos puntos del país, consistentes en espacios libres de violencia, dedicados a la conservación de la naturaleza y al desarrollo comunitario.

### Clima y ecosistemas
El clima del municipio se divide en dos zonas, la zona oriental registra un clima que es considerado como Semiseco templado, mientras que la zona occidental tiene un clima Templado subhúmedo con lluvias en verano. Una pequeña zona en el sur del municipio tiene clima Semicálido subhúmedo con lluvias en verano; La temperatura media anual se ve afectada principalmente por la elevación del terreno, de esta manera la mayor parte de las zonas planas del municipio registran un promedio que va de los 16 a los 18 °C: zonas del sur y del suroeste alcanzan un promedio de 18 a 20 °C, mientras que zonas más elevadas del centro y este del territorio tienen un promedio entre 14 y 16 °C.La precipitación media anual sigue un patrón de cinco bandas que avanzan en sentido suroeste-noreste a través del municipio, la zona registrada más al suroeste tiene un promedio superior a los 800 milímetros de lluvia al año, la siguiente zona registra entre 700 y 800 mm, la franja central entre 600 y 700 mm, la cuarta zona entre 500 y 600 mm y finalmente el extremo más al noreste tiene entre 400 y 500 mm de promedio anual de lluvia.

## Población

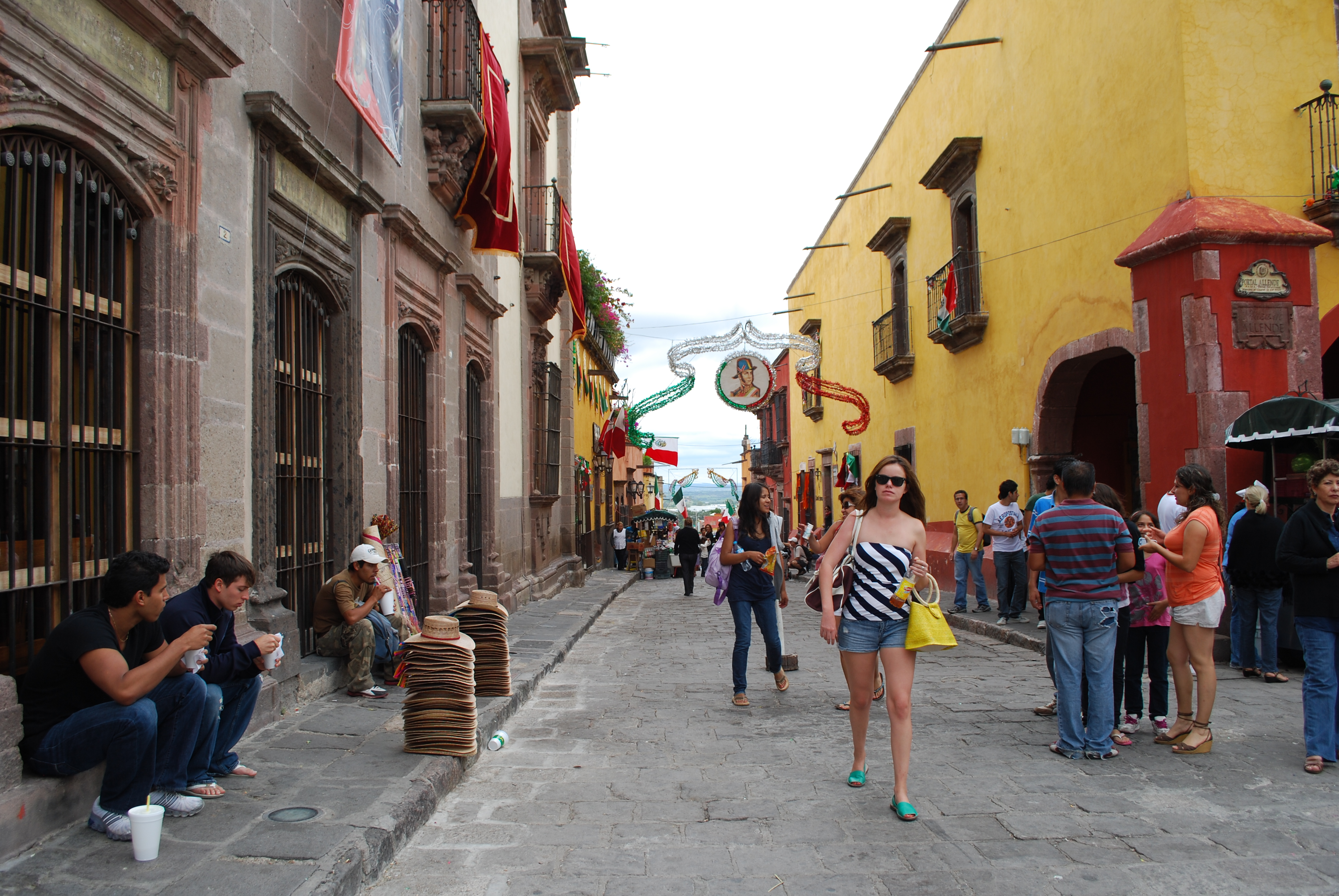
Vista común en calles del centro histórico.

La localidad de San Miguel de Allende al censo del 2020 del Instituto Nacional de Estadística y Geografía, tenía una población de 72 452 que representó un 43.53 % de la población del municipio homónimo que contaba con 160 383 habitantes.

## Turismo
San Miguel cuenta con 1934 cuartos de hospedaje en 2016, teniendo un total de 854 ocupados en promedio, dando así un porcentaje de ocupación hotelera del 44.2 % anual. San Miguel cuenta con un museo turístico del juguete nacional en México el cual esta en la calle de Núñez esquina con San Francisco, ahí se puede apreciar la forma en la que México ha florecido en el ámbito de sus artesanías. El mercado de artesanías, situado en Lucas Balderas S/N | Plaza Lanaton, en el centro de la ciudad es un mercado que ocupa 6 manzanas aproximadamente.

### Maravillas de Guanajuato
San Miguel de Allende alberga 5 de Las 50 Maravillas de Guanajuato declaradas en 2017 por Emmanuel Pérez Balderas.
- Parroquia de San Miguel Arcángel
- Santuario de Jesús Nazareno de Atotonilco
- Cañada de la Virgen
- Templo de Nuestra Señora de La Salud
- Presa Allende

De acuerdo a la vigésimo-sexta edición de los Readers' Choice Awards, realizados el 13 de octubre de 2013 y promocionados por la revista Condé Nast Traveler, San Miguel de Allende fue considerada como la mejor ciudad turística del mundo. Repitiéndose el año 2017 cuando el secretario de turismo del estado, Fernando Olivera Rocha, recibió el premio otorgado por la revista Travel + Leisure al reconocer a San Miguel de Allende como la Mejor ciudad del mundo.
Esta el centro cultural de Bellas Artes, que fue parte del Templo de la Inmaculada Concepción, tenía la función de convento, donde las monjas se enclaustraban, hasta el tiempo de la Reforma funcionó como tal. En tiempo de la Revolución funcionó como cuartel militar y hasta 1938, se utilizó como difusión de las artes.

## Eventos
Algo que caracteriza a San Miguel de Allende son su ricas tradiciones, las cuales en los eventos y fiestas religiosas juegan un papel importante. San Miguel es un pueblo lleno de magia y misticismo el cual conserva tradiciones muy antiguas y que en ningún otro lugar del mundo ocurren. Es un lugar lleno de cultura y arte que sirve de escenario para las diferentes tradiciones y costumbres que ocurren en este mágico lugar. 

### Semana Santa

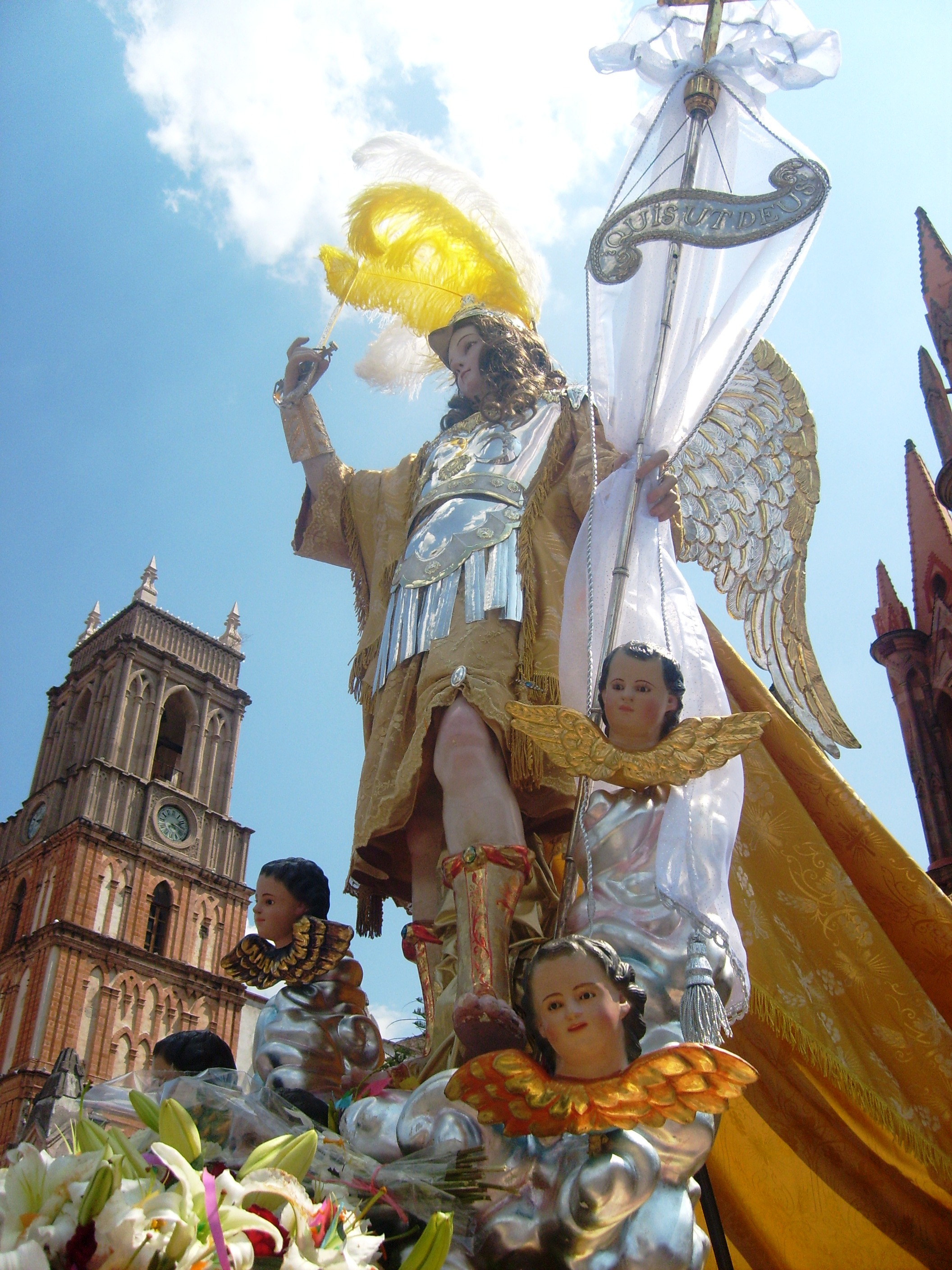
Procesión.

Semana Santa inicia con la tradicional traída del "Señor de la Columna" desde el Santuario de Atotonilco.  Durante el último viernes de cuaresma, en toda la ciudad y en especial en el centro histórico, se levantan altares a la Virgen de los Dolores, en las ventanas y patios de las casas de los fieles se regala agua fresca y paletas de hielo que representan las lágrimas de la Virgen María. En los días de Semana Santa mucha gente católica de diferentes partes de la república nos visita para llevar a cabo un retiro espiritual que tiene lugar en el santuario de Atotonilco, donde los visitantes se hospedan en la casa de retiro en la cual se llevan a cabo ayuno, corona de espinas y flores, y rezos.
Iniciando la Semana Santa durante el miércoles, sale la procesión del vía crucis partiendo del templo del oratorio de San Felipe Neri, para recorrer las calles del centro histórico.
Durante el Jueves Santo se realiza el lavatorio de pies en cada iglesia de la ciudad, después de la ceremonia religiosa, se visitan las siete casas que son todas las iglesias del centro histórico.
El Viernes Santo es el día con más actividad en San Miguel. Se realizan los actos litúrgicos y extra litúrgicos más solemnes de todo el año, comienza con la procesión del santo encuentro que sale del templo de la santa escuela y recorre las calles cercanas. Al final de esta procesión, la imagen de Jesús se encuentra con la imagen de su madre y durante este lapso hay un momento mágico en que la escultura de Jesús Nazareno levanta la cabeza para mirar a su Madre María, este es el acto más famoso de la procesión y con el que culmina.
La procesión más solemne de la Semana Santa en San Miguel, es sin duda "El Santo Entierro" ya que tiene una duración de poco más de 3 h durante el cual la gente que participa en la procesión, viste de la manera más elegante para acompañar al cuerpo de Jesús yacente hasta el sepulcro el cual esta en una urna de cristal cargada por 36 hombres.  Es una procesión hermosa en la cual participan cerca de mil personas, en la cual se interpretan cantos de pasión como el "Christus Factus" una hermosa melodía en la cual la Orquesta del Valle de Santiago participa con sus instrumentos clásicos.

### Fiesta de San Antonio de Padua
(13 de junio). Tradicional y popular desfile de "Los Locos" donde la gente participa disfrazada y con máscaras por las principales calles de la ciudad. Desfile con carros alegóricos, bandas musicales y mucha alegría.

### Festival Internacional de Cine Guanajuato (GIFF)
Es uno de los tres festivales de cine más importantes en México, se realiza los últimos 10 de julio, 5 en San Miguel de Allende y 5 en la ciudad de Guanajuato, recibe a más de 100 mil asistentes. Se proyectan filmes de más de cien países en competencia. Cada año cuenta con un país invitado y revisión de temas sociales a través del cine. Además de las muestras fílmicas se ofrecen diversos talleres y conferencias. Este Festival fue el creador del Primer International Pitching Market (programa de coproducción cinematográfica), el Primer Encuentro de Mujeres en el Cine en Latinoamérica, el Primer Rally Universitario de Producción y el programa de documental Identidad y Pertenencia. 

### Festival de Música de Cámara
(agosto). Evento cultural que se realiza en el Teatro Ángela Peralta bajo los auspicios del INBA.

### Fiesta deSan Miguel Arcángel
(29 de septiembre). Es la celebración más importante para la Ciudad de San Miguel de Allende, ya que se celebra al Santo Patrono de la ciudad: San Miguel Arcángel.  Esto sucede durante el último fin de semana de septiembre, comienza con la tradicional alborada y termina con una procesión con la imagen de San Miguel Arcángel por las calles del centro de la ciudad y visitando los templos de las monjas, el oratorio y San Francisco para regresar a su parroquia. También se llevan a cabo eventos sociales, artísticos, deportivos y culturales.

### Feria Nacional de la Lana y el Latón
(segunda quincena de noviembre). Exposición en la que participan artesanos nacionales y extranjeros.

### Festival Internacional de Jazz
(última semana de noviembre). Semana dedicada a presentaciones de bandas y solistas nacionales e internacionales en este género musical.

### Fiesta deNavidad
(segunda quincena de diciembre). Comienza el día 16 con las tradicionales posadas públicas. Se realizan pastorelas, música, cánticos, carros alegóricos, entre otros festejos populares.

### Festividad de la Virgen de La Concepción
Se celebra el 8 de agosto, en el templo que se conoce como "Las Monjas", ubicado en el centro de la ciudad.

### Festival de las Artes de San Miguel de Allende (FASMA)
Las organizaciones más importantes de San Miguel de Allende se unieron para crear el festival de las Artes De San Miguel de Allende.
El festival tiene el propósito de incrementar la oferta cultural en San Miguel de Allende, Patrimonio de la Humanidad. La Fundación Casa Europa México tuvo la iniciativa de idear y convocar a la primera edición del Festival de las Artes de San Miguel de Allende (FASMA) que se llevó a cabo del 11 al 21 de agosto de 2022. 
- La primera edición del Festival de las Artes de San Miguel de Allende (FASMA) tuvo su primera edición del 11 al 21 de agosto de 2022.
- Más de 70 eventos de música, teatro, cine, danza, literatura y otras expresiones plásticas, auditivas y visuales de las artes, organizados por cerca de 30 organizaciones y asociaciones culturales.
- Muchos de los eventos del FASMA fueron gratuitos o tuvieron un costo de recuperación bajo.
- Se repetirá en agosto de cada año.

## Personas destacadas
- Ignacio Allende; fue uno de los líderes e iniciadores del movimiento de Independencia de México.
- Ignacio Aldama; fue un abogado e insurgente novohispano que participó en la guerra de la independencia de México. Fue hermano de Juan Aldama.
- Juan Aldama; fue un insurgente mexicano que participó en el proceso de Independencia de México.
- Pedro Vargas; más conocido como «El Tenor Continental» fue un cantante y actor mexicano perteneciente a la llamada Época de Oro del cine mexicano.
- Juan José de los Reyes Martínez Amaro «El Pípila»; fue barretero en la mina de Mellado, e insurgente en la Independencia de México.
- Ignacio Ramirez Calzada «El Nigromante»; Escritor, poeta, político e ideólogo considerado el artífice del Estado Laico durante la Reforma de Juárez.
- Luz María Jerez ; Actriz de teatro, cine y televisión.
- Aarón Díaz; actor, cantante, modelo y empresario.
- María del Refugio Aguilar y Torres; religiosa fundadora de la Congregación de las Mercedarias del Santísimo Sacramento, declarada venerable por el Vaticano.

## Relaciones Internacionales

### Consulados
San Miguel cuenta con la representación de dos países.
- Consulado Honorario de España
- Consulado Honorario Norte de Estados Unidos
- Consulado Honorario Sur de Estados Unidos

### Hermanamientos
San Miguel ha establecido varios hermanamientos con ciudades alrededor del mundo, por lo que existe un comité que fue creado con la finalidad de dar continuidad a los hermanamientos firmados por el Municipio.
| - La Habra, Estados Unidos - Redlands Estados Unidos - Brownsville Estados Unidos - Laredo, Estados Unidos - San Agustín, Estados Unidos - Santa Fe, Estados Unidos - Ushuaia, Argentina - Las Heras, Argentina - Potes, España - Cuzco, Perú | - Santa Fe, España - Hino, Japón - La Habana Vieja, Cuba - Bari, Italia - Roanke, Estados Unidos - Carmona, España - Jongno-gu, Corea del Sur - West Palm Beach, Estados Unidos - Los Cabos, México |

### Acuerdos de Cooperación
La finalidad de estos acuerdos es de lograr una cooperación y apoyo entre municipios en rubros como el cultural, turístico, educativo, entre otros. 
- Zacatecas, México[25]
- Allende, México[25]
- Guanajuato, México[25]
- Tepatitlán de Morelos, México[25]
- Tula de Allende, México[25]
- San Cristóbal de Las Casas, México[25]
- Santiago de Querétaro, México[25]
- Petatlán , México[29]

### Nombramientos
| Predecesor: Estado Anzoátegui | Capital Americana de la Cultura 2019 | Sucesor: Punta Arenas |